# Слюдяний
Слюдяни́й (рос. Слюдяной) — селище у складі Адамовського району Оренбурзької області, Росія.

## Населення
Населення — 370 осіб (2010; 391 у 2002).
Національний склад (станом на 2002 рік):
- казахи — 64 %